# 기타다니촌 (효고현)
기타다니촌(北谷村)은 효고현 미노군에 있던 촌이다. 현재의 미키시 요시카와정 북부에 해당한다.

## 참고문헌
- 가도카와 일본지명대사전 28 효고현